# 巨人の星
『巨人の星』（きょじんのほし）は、原作：梶原一騎・作画：川崎のぼるによる日本の漫画作品。本項では、続編である『新巨人の星』についても併せて解説する。

## 概要
主人公の星飛雄馬は、かつて巨人軍の三塁手だった父・星一徹により幼年時から野球のための英才教育を施される。プロ野球の読売ジャイアンツに入団後、ライバルの花形満や左門豊作やオズマらを相手に大リーグボールを武器に戦う。いわゆるスポ根野球漫画の走りともいえる作品で、連載から半世紀以上経つ現在もスポ根作品の代表格として高い知名度を誇る。
『巨人の星』（通称「左腕編」）は『週刊少年マガジン』にて1966年19号から1971年3号まで連載され、『週刊少年マガジン』連載直後にKC（講談社コミックス）全19巻で刊行された。KCスペシャル版と1995年の文庫版では全11集である。その続編『新巨人の星』は1976年から1979年まで『週刊読売』に連載された。『巨人の星』・『新〜』ともによみうりテレビ系でTVアニメ化され、アニメ映画も7作品が製作されている。2021年8月時点で累計発行部数は630万部を記録している。
左腕編と『新〜』の間の時期を描いた『巨人の星・外伝〜それからの飛雄馬』も読みきりで『週刊少年マガジン』に掲載されており、飛雄馬失踪（5年間）の開始から3年後を扱っている。これは『新〜』の文庫版の巻末に収録されており、1978年掲載で『週刊読売』の『新〜』掲載期間と重なるが、河崎実の著書『巨人の星の謎』では「昭和48年」＝1973年であるとしている。
講談社漫画文庫『新巨人の星』で「新魔球の章」と『巨人の星・外伝』を収録した第6巻1996年版では、巻末に『新巨人の星』の初出が『週刊読売』1976年10月2日号 - 1979年4月15日号に掲載、『それからの飛雄馬』は『週刊少年マガジン』1978年2月12日号に掲載とある。

### タイトル
ジェイムズ・P・ホーガン作のSF作品『"Giants Star"』の邦題は、本作との重複を避ける意味から『巨人たちの星』になっている。『巨人の星』が「巨人軍に属する星という名の選手」の意味であれば、英語の人名 Starr は最後の r が2つになるので、『空想英語読本』のマッシュー・ファーゴ（Matthew Fargo）は『Starr Of The Giants』という題名を提案している。しかし、『巨人の星』の英語のタイトルは『Star Of The Giants』が慣用らしく、「巨人軍を象徴する“夜空の星”」または「巨人軍の“スター選手”」という意味になっている。タイトルの『巨人の星』はこれらの全ての意味を兼ねている。

## 作品解説

### 誕生に至る経緯
『巨人の星』が連載を始めるまで、野球漫画の決定版と言えば『ちかいの魔球』とされていた。その『ちかいの魔球』を超える野球漫画を、ということで、マガジン編集部が梶原一騎を口説き落とした。
コンセプトは「宮本武蔵の少年版」であり、一人の少年の成長を描いた人間ドラマの中で、野球という舞台が用意されたものだった。当時東京ムービー企画部の今泉俊昭も「花形満が佐々木小次郎、飛雄馬が武蔵、という剣豪ドラマとして製作された」と語っている。

### 作画
作画担当は梶原の原作執筆後に選定が行われ、「フレッシュな漫画家を」ということで、川崎のぼるが選ばれた。だが、当時野球の知識が無く、また既に何本も連載を抱えており新しい連載を引き受ける余裕もなかった川崎は当初その依頼を拒否する。川崎は何度も懇願されたため逃げ回っていたが、ある日、夜遅くに帰宅したところ家の前で編集部員に待ち伏せされ、そのまま翌朝まで懇願された。結局は根負けし引き受けることとなった のだが、このように説得に時間がかかったためプロ野球の開幕に合わせて4月に予定されていた連載開始は6月に遅れることとなる。川崎の作画により劇中のビジュアルが印象的に描かれ、大リーグボール2号の「高くあげた右足が土ぼこりを舞い立てる」コマを原作担当の梶原は絶賛したという。消える魔球の原理は、川崎のぼるが描く飛雄馬の投球フォームを見た梶原が思いついたものともいわれる。
『新巨人の星』では、絵も一層緻密になり、人気漫画家となった川崎も他の連載をかかえながら作画を再開した。その分、投球や打撃のシーンはよく見ると複数のコマでコピーの流用が多く、コピーされた部分はしばしば、文庫版などで印刷状態が良くない。また、飛雄馬が手に巻いた包帯が途中のコマでなくなっている場面もある。アナウンサーや記者、観客、子供の顔はギャグマンガ風にデフォルメされており、川崎の別作品『てんとう虫の歌』や『いなかっぺ大将』の絵と共通点が見られる。

### 作中のセリフ回し
『巨人の星』末期および『新巨人の星』以降はセリフが非常に長く、かつまわりくどくなっている。また、「なきにしもあらず」「思わんでもなかった」など、二重否定の肯定が頻出する。また、「女にはわからない男の世界」「男の世界のことに明子は口を出すな」などのホモソーシャル的な言い回しが多い。また原作では難しい熟語の言い回しが多く、登場人物のセリフも「この○○にも」などのように一人称として苗字を名乗る場合が多い。

### 剛球か豪速球か
作中、「剛球」では「剛」の文字が使われるが、「豪速球」では「豪」という字が用いられる。アニメ主題歌の歌詞に「剛球燃えろ」とあるように、飛雄馬は当初、「剛球投手」というイメージだったが、辞書では「剛球」は速くて「重い」球という意味で受け取られることが多いらしい。後になって飛雄馬の「球質」が判明するあたりで彼の投げる「軽くて速い球」は「豪速球」または単に「速球」と表現されるようになった。「球質の重い軽い」に関しては今の科学では疑問視されている（詳細は大リーグボールの項参照）。『新巨人の星』で、右腕投手として復帰した飛雄馬の投げる速球は「剛速球」として表現されている。
なお、安恒理（やすつね おさむ）著『「巨人の星」から「ルパン三世」まで"アフターストーリー"全掲載!!』（辰巳出版）に掲載された『巨人の星』の解説では「剛速球」となっている。

### 川崎のぼる作画以外による巨人の星
1971年、『テレビマガジン』で、磯田和一の作画による漫画を掲載（12月創刊号から翌1972年3月号まで）。1978年には、同誌で井上コオの作画による『新巨人の星』のコミカライズを掲載。翌1979年には秋月研二作画による『新巨人の星II』のコミカライズが『月刊少年マガジン』に掲載された。詳細は巨人の星 (アニメ)参照。
さらに2006年8月9日より『週刊少年マガジン』誌上で、梶原一騎・川崎のぼる原作、村上よしゆき作画で本作のリメイク『新約「巨人の星」花形』が連載を開始、2011年新年号まで連載された。

## 左腕編の旧単行本と文庫の関係
- KC1巻/文庫1巻 （無題、事実上の第一部の第一章→1958年、長嶋茂雄入団会見の日）、大リーグボール養成ギプス、火だるまボール、命をかけるねうち、ノックアウト打法との対決、星親子のねがい
- KC2巻/文庫1巻 星親子のねがい（1959年 王貞治巨人入団、飛雄馬は小学校〜1966年青雲高校入学）、柔道部のボス伴のしごき、負けじ魂、あせとなみだと根性と（伴が野球部への移籍を宣言）
- KC2巻/文庫2巻 あせとなみだと根性と（伴が移籍〜花形と対抗試合前半）
- KC3巻/文庫2巻 あせとなみだと根性と（対抗試合後半）、とうちゃんの心はどこへ、星一徹のへそ作戦、地区予選開幕（前）
- KC4巻/文庫2巻 地区予選開幕（後）、試合開始、おそるべきライバル（左門の生い立ち）
- KC4巻/文庫3巻 おそるべきライバル（左門と勝負）、なみだの投球、血ぞめの親指、優勝旗をかけて
- KC5巻/文庫3巻 優勝旗をかけて、伴の苦しみ、ざんねん会、スカウト合戦、巨人軍入団テスト、打撃テスト、アウトかセーフか?（テスト合格まで）
- KC6巻/文庫4巻 おれはやるぞ（巨人二軍時代）、ON砲と勝負、血染めの手で栄光をつかめ、名物千本ノック、飛雄馬のまよい、初登板
- KC7巻/文庫4巻 新しい門出（舞台は1968年新春）、雪山の特訓、かたい決意（台湾到着直後まで）
- KC7巻/文庫5巻 台湾キャンプ（金田に感謝する星）
- KC8巻/文庫5巻 台湾キャンプ（奇跡の快投）、左門の予告ホームラン、大リーグボール、なぞの特訓
- KC9巻/文庫5巻 連敗脱出（vs王、vs左門）、大リーグボールの正体（対大洋戦後半、花形に情報）
- KC9巻/文庫6巻 大リーグボールの正体（vs花形、1回目）、オールスター戦開幕、血まみれのバット（鉄球・鉄バット特訓）
- KC10巻/文庫6巻 血まみれのバット、男の一念、飛雄馬対花形の死闘）花形が1号を予告ホームラン）、左門のなやみ、前進あるのみ、行動でしめせ（釣堀での特訓）
- KC11巻/文庫6巻 行動でしめせ（日本シリーズ）
- KC11巻/文庫7巻 ようこそカージナルス、因縁の決闘、契約更改、野球人形（1969年新春）
- KC12巻/文庫7巻 新しい時代、父一徹の就任先、最後のわがまま、青春とは?、美奈の死、巨人の星余話
- KC13巻/文庫8巻 第二部、男の友情、再起、大リーグボールの復活、見えないスイング、あやうし!大リーグボール（オズマが1号を本塁打）
- KC14巻/文庫8巻 あやうし!大リーグボール（飛雄馬降板→試合後）、不死鳥、偉大なライバル、野球にすべてを、奇跡の新魔球（消える魔球完成まで）
- KC14巻/文庫9巻 奇跡の新魔球（オズマ三振）
- KC15巻/文庫9巻 奇跡の新魔球（試合終了まで）、左門の挑戦、大リーグボール二号の秘密、みんなが青春を!、第三部・青春群像編・大投手金田引退、伴のトレード、親友、危うし!消える魔球（1970年新春）
- KC16巻/文庫9巻 飛雄馬のしごき、真冬の特訓、きのうの英雄きょうの敗者（後楽園で座談会→勝負）
- KC16巻/文庫10巻 きのうの英雄きょうの敗者（明子が伴に忠告）、涙の決別、顔でわらって心でなけ!、ふっきれ伴!、刺客志願
- KC17巻/文庫10巻 刺客志願（「黒い霧」に怒る花形）、運命の対決、慟哭のブロックサイン、強いやつが勝つ!（花形が消える魔球を打倒）、負け犬、ふりかかる火の粉（京子登場）、星さんが好き!
- KC18巻/文庫10巻 星さんが好き!、青春のぬけがら（前）
- KC18巻/文庫11巻 青春のぬけがら（後）、組長の野心、すべてかゼロか!、屈辱の“夢の球宴”、京子のオネガイ!、車中のできごと、出た!大リーグボール三号（文庫版巻頭の目次で「〜三号」、作中の副題で「〜3号」）
- KC19巻/文庫11巻 でた!大リーグボール三号（花形と明子の会食）、ある座談会、左門、覆面魔球に屈す!、血染めの大リーグボール三号、大根切り攻略、父子の執念、飛雄馬のひみつ、目前の完全試合、9回二死、最後の対決!、エピローグ（1971年年明けまで）

副題の個所は必ずしも連載当時の区切りと一致しない。冒頭、飛雄馬が長嶋に魔送球を投げつけ、星一家が最初に描かれた章（アニメ第1話「めざせ栄光の星」に相当）ではサブタイトルがなく、そのあとに「大リーグボール養成ギプス」という最初の副題が出ている。また、有名な火だるまボールのノックは「火だるまボール」の章では描かれず、そこでは飛雄馬と王貞治の対決が描かれ、火だるまボールは「命をかけるねうち」で描かれる。
また、KCからデラックス版、そして文庫になった段階で、1つの副題の話が巻をまたいでいる個所があり、後半が収録された文庫では目次に前巻の最後と同じ副題があるだけで、後半の本編では副題は書かれていない。
『新巨人の星』の場合、「泥濘の章」、「鳴動の章」、「噴煙の章」、「青嵐の章」、「噴火の章」、「不死鳥の章」、「新魔球の章」の7章からなっており、『週刊読売』連載当時、大型の別冊単行本全7冊が出て、講談社コミックス（KC）では全11巻、講談社のデラックス版と漫画文庫で全6巻となっている。漫画文庫の第1巻には星の草野球代打稼業から伴の長嶋邸訪問までの「泥濘の章」と「鳴動の章」の前半、長嶋が星の右投げを見る場面を収録。

## 時代背景

### スポーツ界など、社会全体
長嶋茂雄の巨人軍入団（1958年）に始まり、V9、中断をはさんで第一次長嶋政権の4年目（1978年）の中途、『新巨人の星』として完結した。この時代は、日本が敗戦の混乱期から立ち直り、高度経済成長を経て経済大国を自認し始める頃に当たっている。
東京オリンピック（1964年）を前にした交通整備で、一徹のような日雇い労務者も仕事が急増し、収入が増えたことが描写されている。当時高級品だったTV購入も、いわゆるお坊ちゃま学校だった青雲高校への飛雄馬の入学も、こうした五輪景気の建設ラッシュ期における一徹の昼夜兼行の超人的な働きがなければ不可能だった。なお、インフラ整備や再開発はその後も続き、飛雄馬が生まれ育った長屋も取り壊されている。
登場人物（花形、伴、川上監督夫妻、オズマ）たちが海外に出かける、あるいは戻る場面では、舞台は羽田空港。乗客は建物から徒歩で飛行機に向かい、タラップを使って乗降していた。機材もDC-8と思しきナローボディ機材だった。国内線での移動も多々あるが、ボーイング727は登場しない。
主要登場人物の中では、星一徹、川上哲治、水原茂らが太平洋戦争への従軍を経験している。アニメ版オリジナルストーリーで水原のシベリア抑留時代の強制労働体験、沢村栄治、吉原正喜など戦没野球選手の逸話も描かれた。一方、主人公飛雄馬は、台湾の日本統治時代を知らないか、知識としては知っていても現地で日本語が通じることには驚いてしまう世代になる。劇中で中国（中華民国）側が飛雄馬たちを歓迎する文字「歓（歡）迎」「棒球団（團）」などは、戦後日本の当用（常用）漢字だった。一部の巨人選手は中華民国側の歓迎の印だった爆竹に驚いて、川上監督から説明を受けていた。台湾キャンプ当時（1968年）は中国本土との国交回復（1972年）の前。
速水はメキシコオリンピック（1968年）の陸上競技で代表候補だった。なお、速水のキャラクター造形の参考にされたと推測される飯島秀雄もやはりメキシコオリンピックの代表選手である。
星飛雄馬が左腕投手として巨人に入団した1967年当時、現在の東京ヤクルトスワローズがサンケイアトムズ、横浜DeNAベイスターズが大洋ホエールズ、オリックス・バファローズが阪急ブレーブスと近鉄バファローズ、北海道日本ハムファイターズが東映フライヤーズ、福岡ソフトバンクホークスが南海ホークス、千葉ロッテマリーンズは東京オリオンズ（物語後半でロッテオリオンズ）、埼玉西武ライオンズが西鉄ライオンズだった。また、東北楽天ゴールデンイーグルスは2005年新規参入のため当時存在していなかった。
- まず、阪急は日本シリーズのパ・リーグ代表として何度も登場する。

1968年、西本監督は飛雄馬の大リーグボール1号を打倒するため、スペンサーに花形そっくりの特訓をさせたが、1号の「最後の完成の姿」に敗れ、翌1969年も阪急打線は消える魔球の前に沈黙。
阪急の長池は1968年の日本シリーズでは大リーグボール1号を続けて2球受け、最初はファウル、次に投飛で打ち取られた。次に1970年にはオールスターで対戦したが、飛雄馬が精神的に不調だったために1号は2球続けてバットに当たらず花形がカバー。続いて飛雄馬の投げた「スピードの死んだ直球」を長池は激怒の一打。これは左門の美技に阻まれた。
『新〜』では1975年の日本シリーズ、上田監督の阪急が広島に勝って日本一になるところを、伴が長嶋邸に向かう車のラジオで聴いていた。
1976年、上田阪急は投手守備が未熟な右腕・飛雄馬をピッチャー返しで狙い、これはスクリュー・スピン・スライディングの応用で破られるものの、「巨人を破って日本一」の悲願を達成。翌1977年も打者・飛雄馬に本塁打を許すが、阪急を含めた各球団の打者の目も飛雄馬の速球に慣れて、巨人の日本一を阻む。そこで飛雄馬は「大リーグボール右1号」の必要性を感じる。
- 1967年末、二軍だった飛雄馬が速球投手としてプロ初勝利を飾った時の相手が東映フライヤーズ。漫画では東映のユニフォームのチーム名が「FLYARS」となっているが、正しくは「FLYERS」である。1970年のオールスターで飛雄馬と対戦した張本は東映フライヤーズの選手だったはずだが、胸の文字は筆記体で「Flyers」か「Fighters」かわかりにくい。『新〜』の伴と長嶋の会話で張本移籍話が出たとき、原作ではすでに巨人のユニフォームを着た張本が描かれたが、アニメでは「Fighters」の文字と日ハム時代の張本のイラストが出た。
- 1958年、巨人に入団したての長嶋が「国鉄スワローズ」の金田と対戦し、連続三振。これは飛雄馬のクラスでも話題になっており、のちに1969年、飛雄馬と伴が参加した金田の引退記者会見でも、金田と長嶋が話題にしていた。1967年、巨人OBの別所が「産経の新監督」として紹介され、1969年、飛雄馬が一度自滅した大リーグボール1号を復活させた時、対戦相手がアトムズ二軍。1969年、星飛雄馬の消える魔球の投球フォームを初めて観た長嶋と王が、足の上げ方を「アトムズの別所監督の現役時代」と比較していた。1977年、『新巨人の星』の花形満の入団当時はヤクルトスワローズになっている。
- 1968年、飛雄馬と伴が放送席で観戦したオールスターで花形は「近鉄の超速球・鈴木投手」と対戦してレフトフライに倒れ、次の1969年、飛雄馬が出場辞退したオールスターで、花形は「近鉄のエース鈴木」からヒットを放って、雪辱を果たしている。
- 1970年、飛雄馬は近鉄とのオープン戦で太田幸司と投げ合い、左門の方法で大リーグボール2号に挑戦した土井正博を三振に打ち取っている。また、報道陣のリクエストに応え、試合後に太田と握手もしている。1970年、飛雄馬にとって「屈辱の"夢の球宴"」となったオールスターでは太田幸司と王貞治の対戦が描かれたが、結果は不明。
- 1969年〜1971年の黒い霧事件も作中で利用され、左門が映画館内で痴漢に間違われる描写（実際は京子による示談金目当てのでっち上げ）があり「黒い霧の次はピンクの霧か」という描写がある（この出会いがきっかけとなり左門と京子は後に結婚する）。
- 中日に移籍した伴は南海とのオープン戦に代打で出場し、皆川睦男、野村克也のバッテリーに三振に打ち取られている。その試合で、後にホームラン王を2度獲得するジョーンズが一塁を守っている。
- 同じく1970年、飛雄馬が2度のオールスターで対戦した当時の野村克也は南海の選手兼監督（プレイングマネージャー）だった。
- この試合で野村の後に飛雄馬と対戦したアルトマンはロッテオリオンズ所属。
- 星一徹は我が子飛雄馬との戦いについて記者団に質問された際「西鉄の中西監督に止めを刺し、休養に追い込んだのは、義理とはいえ父の近鉄・三原監督」と、同様の例に引いている。

『新〜』で1975年が舞台の「泥濘の章」では一徹が花形満に「レオ・ドローチャーを監督に迎えたがった酔狂な球団もある時世」と言っており、これは『新〜』連載開始当時の1976年に太平洋クラブライオンズがドローチャーに監督就任を要請した件と推測される。
1978年の正月、ハワイの人が星飛雄馬を「あの日本人はミスター・江川かしら」と言ったのを聞いて、伴宙太は「星、お前はクラウンライターライオンズの指名を断った江川と間違えられているぞ」と叫んだ。
原作では飛雄馬が青雲の面接を受け伴宙太と逢った場面（初期講談社コミックスKC2巻、文庫1巻）で、伴宙太の「なぜだまっとる、お前はおし（唖）か」の「おしか」が省かれ、飛雄馬の「だからおしになった」が「だからだまっていた」になっている。また飛雄馬が長屋で伴に「自分を投げろ」と言った場面では「かたわになってもかまわん」が「大けがをしてもかまわん」になっている。
大リーグボールがオズマに打たれた後のオールスター（KC14巻、文庫8巻）で客からの左門への罵声の「百姓」が省かれ、「熊本に帰ってこえたごかついでろ」が「派手にプレーしてみろ」に、伴移籍の後のキャンプで長嶋が言った飛雄馬への助言（KC16巻、文庫10巻）で「めくら蛇におじず」が使われていたが、この諺が省かれ、セリフも大幅に書き換えられた。アニメでのセリフの変更は、アニメ版の項目参照。

### 生活、娯楽面の描写
1967年末、花形の打撃練習を見た記者団の1人が「下手な記事など無用ノ介!」と言っている。この『無用ノ介』は当時、さいとう・たかをが『週刊少年マガジン』に連載していた時代漫画のタイトル。
1969年の初め、飛雄馬が橘ルミ、続いて日高美奈と出逢った辺りで、一徹と飛雄馬が当時を形容した「昭和元禄」という言葉を使っている。飛雄馬が参加したボウリング大会の司会が大橋巨泉。
同年、飛雄馬が大リーグボール1号で中日のオズマと対決した場面で、観客が「男なら投げてみな、大リーグボール!」と叫んだ。
1969年の月面着陸に、飛雄馬は自身の挑戦精神を重ね合わせている。
1969年末〜1970年初頭の伴トレードの時期には、登場人物の台詞で「アッと驚くタメゴロー」が出た。
1970年、消える魔球を打たれて勝手に帰宅した飛雄馬がテレビをつけ、野球中継からチャンネルを変えると藤圭子が「圭子の夢は夜開く」を歌っていた。
同年、大リーグボール3号を開発した飛雄馬が文字通り巨人のスターとなっていた当時、『スター千一夜』で当時の有名人と対談（司会者は石坂浩二、共演者は藤圭子と沢村忠）、作中のマスコミ関係者が引田天功や吉沢京子と飛雄馬の対談を希望する場面もある。吉沢京子は当時、梶原一騎原作の『柔道一直線』に出演中だった。
連載初期にはテレビは相当な高級品として描かれていた。星家の家計の逼迫さが誇張して描かれていたためもあるが、花形や伴ら富裕層の自宅にも複数台のテレビがあった描写はない。星家のテレビ購入により一挙に親密になった長屋の住人達は、それ以降も星家を訪れ、ブラウン管を通して飛雄馬を応援した。夏には明子がスイカをふるまったりするなど、星家はいつの間にかコミュニティの核となっていった。
ビデオが登場するのは『新〜』の時代からで、花形が大リーグボール1号を本塁打した際、ビデオのスロー再生を行うに際して「分解写真」という言葉が使われている。
原作では左門も花形も飛雄馬攻略にコンピュータを駆使することはついになかった。アニメの花形は親の会社の研究班に頼んで、飛雄馬の大リーグボール3号の投球フォームを分析させ、同じ魔球を投げるピッチングマシンを作らせている。花形はさらに、アニメ『新・巨人の星』でヤクルトに入団した直後、コンピュータを使っていた。
後の野球漫画で必ずといって良いほど登場するスピードガンも当時実用に耐えるものはなく、飛雄馬の球速が具体的に示されることはなかった。作品でボールの速度が数字で示されたのは、一徹が花形のノックアウト打法について飛雄馬に説明した際、テニスと野球の球速を比較した場面くらいだった。
劇中で星飛雄馬の投球する姿を映した動画が出てくるが、大きなフィルムを使い、旧式の映写機（家庭用の8ミリフィルムタイプと推測される）で暗い部屋で見るタイプだった。アニメ『新・巨人の星』で左門は「右投手飛雄馬」の攻略のために8ミリフィルムを使用したが、その再生の際、通常の映写方向だけでなく、反対側にも画像が出てしまっていた。このとき、劇中画面では左で投げる「右投手飛雄馬」の様子が出ていた。
牧場の担当編集者が病院（診療所）で飛雄馬の「破滅」の秘密を録音したテープレコーダーも古い大型のオープンリールだった。
ストーリー展開上の演出のためもあるが、1969年末または1970年初頭の村山実の自宅では火鉢が使われていた。
星一家が住んでいた長屋（東京・町屋）の家には固定電話もなく、周囲の店の電話を経由するなど、不便な様子だった。一徹が球場に電話して飛雄馬にアドバイスしようとしたときも、電話のあるらしいラーメン屋まで走るが間に合わず、飛雄馬は左門に本塁打を打たれてしまう。9連勝の際、新聞記者が見出しにすると口にした「輝き渡る巨人の星」に感動した飛雄馬がその喜びを伝えようと、遠征先から寿司を注文してついでに折り返し電話するように伝えて欲しいと依頼する。近所の公衆電話（タバコ屋らしい）から折り返すが、かなりの長話となり、十円玉が何枚必要だったかは不明。飛雄馬と明子はマンションに引っ越して初めて「自宅に電話のある生活」を経験する。原作で飛雄馬のマンションの部屋に電話がかかってきたのは川上監督からと京子から。
ただし、星一家の過ごした長屋が作中で取り壊されたとき（「青春のぬけがら」KC18巻、文庫11巻）、その工事現場のすぐそばに電話ボックスがあった。
旧作の頃（1968年）台湾キャンプで四苦八苦していた飛雄馬も『新』の末頃（1978年初頭）には自費でハワイへ自主トレに出かけるくらいになっていたほど、この10年間で海外旅行は日本人にとって身近なものになっていた。

### 年表
その他作中で言及のあった史実の出来事と作品の中の時代の流れ
（飛雄馬誕生前の回想場面などは省く。参考のため、同じく川上V9時代を描いた『侍ジャイアンツ』の始まりと終りも記載→詳しくは「侍ジャイアンツ」の「時代背景」を参照）

1958年 [G監督；水原]
（作品で描かれた史実）長嶋茂雄G入団（厳密には1957年末入団発表、1958年春現役開始）。国鉄スワローズの金田正一が長嶋を4打席連続三振に打ち取る。
（作中の話の流れ）飛雄馬が長嶋に魔送球を投げつける。飛雄馬が王貞治（当時早実高）、花形満と対決。
1959年 [水原]
（作品で描かれた史実）王貞治25打席（または26打席）ノーヒット。
1962年 [川上]
（作品で描かれた史実）荒川コーチの指導で王貞治の一本足打法完成。38本塁打でホームラン王。
1967年 [川上]
（流れ）左腕・星飛雄馬G入団（- 1970年）。打撃テストで堀内から三塁打。
1968年 [川上]
（史実）9月18日、巨人・阪神戦で大乱闘。王が触身球（死球）を受けて倒れ、長嶋が本塁打。
（流れ）長嶋本塁打の後、花形が大リーグボール1号を予告本塁打。飛雄馬が日本シリーズの対阪急戦で1号改良型を使用。
1960年代
（史実）学生運動、ボウリングやゴーゴークラブの流行。
1969年 [川上]
（史実）夏の高校野球大会決勝戦で松山商業と三沢高校が延長18回引き分け再試合の名勝負、正力松太郎逝去、巨人OBの水原茂が中日監督に就任、黒い霧事件（1971年まで）、金田正一現役引退。
（流れ）飛雄馬がオーロラ三人娘と逢い、次いで日高美奈と出逢うが、日高美奈は病死。一徹が中日コーチに就任。飛雄馬の大リーグボール1号自滅→復活→オズマに打たれ、2号・「消える魔球」登場。金田引退記者会見で飛雄馬と伴が受付担当し、終了後、2人で金田を見送る。
飛雄馬たちが未来の世界に行き、鉄腕アトムと野球で対決する（前田武彦の天下のライバル『巨人の星対鉄腕アトム』）。
1960年 - 1973年
（史実）ベトナム戦争
1970年 [川上]
（史実）巨人軍日本シリーズを6連覇（最終的に1973年まで9連覇）。
（流れ）オズマ帰国。伴が中日に移籍。花形が2号を本塁打。飛雄馬、大リーグボール3号を開発。オズマがベトナム戦争での負傷がもとで死亡（アニメ版『巨人の星』）。飛雄馬は一徹・伴コンビの中日相手に完全試合達成。ただし最後のライトゴロの判定は微妙。後に失踪。番場蛮G入団（- 1974年）。
1971年 [川上]
（流れ）年初、左門と京子の結婚式（『巨人の星』最終回、「エピローグ」）。
1973年 [川上]
（史実）川上巨人V9。
（流れ）飛雄馬、宮崎の日向三高野球部を臨時コーチ。番場蛮の活躍で川上巨人V9達成。番場は胴上げ投手になる（アニメ版『侍ジャイアンツ』では最終回まで1973年の設定）。
1974年 [川上]
（史実）長嶋茂雄現役を引退。巨人V10ならず中日セ・リーグ優勝で川上監督勇退。ニューヨーク・メッツ来日。
（流れ）番場蛮が試合後に急死（原作『侍ジャイアンツ』最終回）。
1975年 [長嶋]
（史実）長嶋監督のもとで巨人軍最下位。阪神の田淵が王貞治に代わって本塁打王となる。広島東洋カープの「赤ヘル旋風」。
（流れ）『新〜』第1話で飛雄馬が入った料理店のテレビで中継された試合は、原作では巨人・阪神戦だったがアニメでは巨人・広島戦で、外木場義郎、衣笠祥雄、山本浩二が活躍。飛雄馬は草野球代打、次に「野球人間ドック」でG復帰を目指す。ビッグビルサンダー招聘。同時期、伴宙太、左門より「左門メモ」入手。カープがセV、阪急日本一。長嶋の「来期、パ・リーグから左の大物打者を獲得予定」の言葉から伴宙太が「巨人、張本獲得」の計画を察知（アニメでは長嶋本人が「張本勲」の名前を告げた）。
1976年 [長嶋]
（史実）張本勲が日本ハムファイターズから巨人に移籍。
（流れ）張本がGに移籍と同時に飛雄馬がテスト生として巨人の練習と紅白戦に参加。飛雄馬、右腕投手としてG復帰（- 1979年）。掛布雅之がスクリュー・スピン・スライディングを敗る。GセV、日本一は阪急。飛雄馬は敢闘賞。
1977年 [長嶋]
（史実）9月3日、王貞治756号ホームランを達成。巨人軍セ・リーグ優勝、日本一は阪急。江川卓がクラウンライターライオンズのドラフト指名を拒否して渡米。
（流れ）花形、ヤクルトに入団して球界復帰。
1970年代
（史実）後半の独居老人の孤独死の増加。
1978年 [長嶋]
（史実）与那嶺要がコーチとして巨人に戻る。広岡ヤクルト優勝。
（流れ）年初、一徹と伴の協力で飛雄馬がハワイで特訓。現地の人から江川卓と間違えられ、与那嶺要に目撃される。この特訓で大リーグボール右1号・「蜃気楼の魔球」完成。まず、ヤクルトの花形が蜃気楼を打ち、残りの他球団相手に飛雄馬が勝ち続けたことで漁夫の利を得たヤクルトがペナントレース（勝率争い）で浮上。左門も蜃気楼を強打。
（流れ）アニメ『新・巨人の星II』終盤では花形が蜃気楼ボールの打倒直後に倒れ引退。飛雄馬の活躍が続き、史実に反して巨人Vが実現。星一徹没。明子が花形の子を出産。アメリカに向かう飛雄馬に江川が挨拶。
1979年 [長嶋]
（史実）江川卓、巨人軍入団
（流れ）江川の投球練習に水木炎が乱入。飛雄馬が現役を引退しG二軍コーチに。水木炎G入団テスト合格。
1995年 [長嶋・第2期]
（流れ）現役に復帰（?）した飛雄馬がイチローと対決（ラジオドラマ「巨人の星'95」）。

## 主な登場人物
『新巨人の星』の登場人物を含め、本作に登場する主な登場人物を挙げる。 なお、イタリアに輸出放映されたアニメ版"Tommy, la stella dei Giants"シリーズにおける登場人物名は、現地の視聴者の理解のため星飛雄馬がトミー・ヤング、一徹はアーサー、花形はアレクサンダー・ミッチェル、左門はサイモン・ホールデン、伴はチャーリー・ベン（『チャーリー・レッド』説もあり）などと置き換えられている。
星飛雄馬（ほし ひゅうま）
声 - 古谷徹
本作の主人公。
時に挫折しつつ、努力と根性でただひたすらに“巨人の星”を目指し、魔球大リーグボールを生み出す。
生来は右利きであるが、父の厳しい躾により左投げ投手となる。
星一徹（ほし いってつ）
声 - 加藤精三
飛雄馬の父。飛雄馬に数々の試練を与えた“野球の鬼（球鬼）”。
最終的には自身が敵と化し、飛雄馬の前に立ちはだかる。
魔送球の生みの親。右投げ右打ち。
星明子（ほし あきこ）
声 - 白石冬美
心優しき飛雄馬の姉。母のいない星家唯一の女性でもあり、飛雄馬にとっては母親に限りなく近い存在。
巨人の投手となった飛雄馬と中日の打撃コーチとなった一徹が対立した際、家を出てガソリンスタンドで働く。この時花形満と出会い、後に彼と結婚するきっかけとなった。伴宙太も告白したがフラれている。
伴宙太（ばん ちゅうた）
声 - 八奈見乗児
飛雄馬とは青雲高校からの友人。義に篤く涙もろい。
物語後半では中日に移籍。一徹と共に飛雄馬の敵となり、後に明子に告白するもフラれる。
『新巨人の星』では、再び飛雄馬の支援者になっている。
花形満（はながた みつる）
声 - 井上真樹夫
飛雄馬を“我が生涯のライバル”とみなし、挑み続ける花形モーターズの御曹司。阪神に入団。大リーグボール1号を苦心の末打つ。
リメイクである『新約「巨人の星」花形』では主人公を務める。
後に（星）明子と結婚し、飛雄馬の義理の兄になる。
新巨人の星では飛雄馬の復活を助けるも、本格的に投手として復活した後はかつての熱い思いが甦り、ヤクルトに入団。再びライバルとなった。
左門豊作（さもん ほうさく）
声 - 兼本新吾
飛雄馬が高校時代に対戦した、熊本出身の巨漢スラッガー。近眼のため眼鏡を常に着用。大洋に入団。
後に飛雄馬に惚れていた女番長・京子が、飛雄馬のために手の腱を切った際に自分も好きだった彼女に尽し、妻とする。
アームストロング・オズマ
声 - 小林清志
元アメリカ大リーグ・セントルイス・カージナルス選手。
一徹のいる中日に契約選手として入団。その際一徹に飛雄馬が子供の頃巻いていた大リーグボール養成ギプスをオズマ用にしたものを巻かされ、ヘロヘロになりながら、「イエッサーボス」といいながら振りまくり、花形が破りながらも自身をも滅ぼしかけた大リーグボール1号を完全攻略したが大リーグボール2号に敗れる。
帰国後はベトナム戦争に出征し、そこで受けた傷がもとで非業の死をとげる。
速水譲次（はやみ じょうじ）
声 - 羽佐間道夫
元陸上競技候補生の巨人軍選手。
巨人入団テスト最終選考でのスパイクの紐作戦にて自慢の足を見せるも、夢中になった飛雄馬の魔送球の前に敗れるが、伴とともに補欠入団となった。
牧場春彦（まきば はるひこ）
声 - 野沢那智、仲村秀生、富山敬
常にスケッチブックを持ち歩いている漫画家志望の青雲高校生。後に漫画家となる。
飛雄馬が退学になった伴大造襲撃事件では、暗器（武器）を使って襲撃。伴宙太は初め飛雄馬を疑い、闇鍋を行う。牧場の悲しい身の上を知った飛雄馬は身代わりになるが、牧場は宙太に事実を告げる。また、二軍登板の際に飛雄馬のスコアをつけ、左門が飛雄馬の球質の軽さを見抜くきっかけにもなっている。
日高美奈（ひだか みな）
声 - 松尾佳子
宮崎の山奥の沖診療所で働く。
飛雄馬の恋の相手。癌で若くして亡くなる。
京子（きょうこ）
声 - 武藤礼子、新・新II：小山まみ（現・小山茉美）
新宿繁華街で名の知れた「竜巻グループ」の女番長。通称お京さん。後に左門の妻。
飛雄馬に大リーグボール3号のヒントを与える。
オーロラ3人娘
飛雄馬が一時期付き合うことになったタレント・橘ルミが所属する女性3人組のアイドルグループ。

## 大リーグボール
主人公星飛雄馬の駆使する一連の魔球。詳細は大リーグボールを参照。ここでは簡略化した記述にとどめる。
大リーグボール1号
バットを狙う魔球。
巨人に入団した飛雄馬が「自分の球質が軽い」というプロとしては致命的な欠点を克服するため、漁師や禅僧の言葉をヒントに伴と特訓を積み重ねて完成させた。当時大リーグの専売特許だった変化球の新発明を、日本人が最初にやったという意味で大リーグボール1号と名づけられた。ボクシングや剣道を体験して磨いた洞察力でバッターの動きを予測し、バットにボールを命中させ凡打に打ち取り、ランナーがいれば併殺を狙う。投球ごとに集中を要するため、疲労の激しいのが弱点。単純にコントロールが良いだけではなく、飛雄馬の球質の軽さも凡打に取りやすい要因である。
大リーグボール1号進化形
作中では「大リーグボール1号の最も進化した姿」などと呼称された。
これは釣船の上で釣竿につるした五十円玉を狙って投球する特訓により、コントロールにさらに磨きをかけたものである。打者のエンドグリップ（五十円玉に大きさに近い）を狙う。
大リーグボール2号
消える魔球。
原理は要約すれば「グラウンドの土ぼこりをまとったボールが自身が巻き上げる土煙の中に保護色によって消える」というものである。反則投球ではないのかという指摘は、作中では慎重に退けられている。
飛雄馬が自宅マンションの屋上で美奈という少女の鞠（まり）つきを見たのがヒントとなっている。
弱点は土煙を利用するために風や水に弱く、強風や雨天での試合では使えないことである。
大リーグボール3号
バットをよける魔球。
人差し指一本でボールを押し出すような、独特のアンダースローから投じられる超スローボール。ホームベース上で推進力がほとんどゼロとなり、プロ選手のスイングの起こす風圧によってボールが浮き沈みして正確なミートが出来ないという原理。張本勲いわく「大リーグボール1号の逆」。こちらも誰でもできるというわけでなく、飛雄馬の球質の軽さも要因の一つである。
弱点として、ボールを浮沈させるほどの強振をしないローパワーヒッターには弱い、という点がある。そのために、ほかをノーヒットにおさえながら投手に安打を許すようなケースが多かった。完成までに特訓を積み重ねたものの、ライバル達に次々と攻略された1号・2号と比較して、短期間で完成した3号は左腕の崩壊という犠牲を払った。3号は、中日に移籍した星一徹の策で攻略されているが、体力自慢の伴ですら疲労困憊して一塁走塁がやっとという有様で、実質的には相打ちに（一徹は敗北を認めている）終わった。
アニメ『新・巨人の星II』の最終回では亡くなる運命にあった一徹への手向けに、本来左の大リーグボール1号から3号を一球ずつ右で投げており、精神的疲労の著しい大リーグボールを次々と繰り出して（一球だけなら腕に負担のかかる3号も投げられる模様）飛雄馬の成長を表していた。
大リーグボール右1号
『新巨人の星』で左の代打専門として巨人に復帰し、後に右投手に転向した飛雄馬が開発した「蜃気楼の魔球」。
バッターとキャッチャー、それに主審にのみ、ボールが3つに分身して見え、観客や他の野手たちからは平凡なストレートに見える。一徹が伴に説明した言い方では「消える魔球とは逆の変化」だが、作中でその原理は明かされなかった。本物のボールには影がある、という点を見抜かれ花形や左門に攻略される。キャッチャーもやはり影を見て捕球するため、晴れた日のデーゲームでしか使えないという弱点がある。また投球ごとに大変な疲労を伴うらしく、3球続けて投げると続投が難しくなるほどだった。
『新・巨人の星II』では、原作とは原理が根本的に異なる魔球「蜃気楼ボール」として登場。サイドスローで投げられたボールは、いくつもの分身をランダムに作り出し、捕球直前で元に戻る。原作のような目立った弱点は無く、飛雄馬は勝利を重ねていった。この魔球の弱点は「風に弱い」こと。小さな竜巻を受けると、残像が消えてしまう。
大リーグボール養成ギプス
大リーグボール養成のために作られた、全身エキスパンダー。
花形はこれを最初に見て「理想的な訓練法だ」と言ったが、彼自身は一徹・オズマコンビより先に「大リーグボール打倒ギプス」を採用せず、鉄球と鉄バットの訓練を選んでいる。
「打倒ギプス」で特訓したオズマは普通の球でも本塁打できるようになるが、「鉄球鉄バット特訓」を選んだ花形は一時的に1号以外打てなくなった。
河崎実と重いコンダラ友の会著『「巨人の星」の謎』と柳田理科雄著『空想科学漫画読本』では、バネが身体の一部を挟む危険性を指摘している。
アニメ『新・巨人の星II』では花形もギプスを採用。星一徹が蜃気楼ボール打倒のためにギプスを作成し、鬼のコーチとして花形を特訓する。
タイトーより、ゲームプライズとして商品化されている（ただし、あくまでコスプレ用品であり、実用性は皆無）。
魔送球
肩を戦争で壊した星一徹が開発。
三塁から一塁送球の際に、ランナーをかすめて行く。これを見た川上哲治は、沢村栄治の話に例えて「ビーンボール」と言い、一徹が退団するきっかけとなった。飛雄馬も会得しており、使用したのは長島茂雄入団の際と自身の入団テスト時のみ。また、この魔送球が大リーグボール2号の基になった。

## 『ちかいの魔球』との類似点
文筆家で漫画家でもある夏目房之介は、自著『消えた魔球』（双葉社）の中で本作と『ちかいの魔球』（原作：福本和也・作画：ちばてつや）との類似点を指摘している。
『ちかいの魔球』の主人公が最初に投げた魔球は、ボールの後ろの空気の渦でボールが一瞬引き戻され、バッターの間合いを崩してしまうというもの。次いで生まれた魔球は、ボールの残像により、ボールが4つに分身して見えるというもの。3つめの魔球は、主人公が足を高く上げて投球すると、なぜかバッターの前でボールが消えてしまうというもの。大リーグボール1〜3号の内容によく似ている。『ちかいの魔球』作中では変化のメカニズムの説明はなく、夏目は、大リーグボール2号は『ちかいの魔球』の消える魔球を理論的に説明したもの、と評している。
こういった魔球の内容に加え、主人公がジャイアンツ所属の左投げ投手である点、主人公が魔球の開発にばかり執心な点、クライマックスで完全試合達成のために魔球を投げすぎて倒れる点、ライバルのバッターがタイガース所属で長髪が特徴な点など、両作品の内容が非常に似通っていることを指摘。『ちかいの魔球』（1961年 - 1962年）と『巨人の星』（1966年スタート）の両方をリアルタイムで読んでいたことを踏まえ、「はっきりいって『巨人の星』は『ちかいの魔球』のいただきです」と述べている。当時の夏目は『巨人の星』が『ちかいの魔球』の「いただき」（パクリ）であることに気づいていたため、『巨人の星』に対し良い感情を持っていなかったという。
その一方で夏目は、『ちかいの魔球』にない「梶原一騎的」な部分こそが『巨人の星』の名作たる所以と本作の価値も認めている。
なお、『週刊少年マガジン』の元編集長である宮原照夫は自著『実録!少年マガジン名作漫画編集奮闘記』の中で自分が『ちかいの魔球』と『巨人の星』の企画者で、漫画家・原作者のプロデュースも行ったと書いており、両作に共通点があるのは担当者が同一だからとも考えられる。

## 特訓
梶原一騎原作のスポ根漫画の特色として、特訓が挙げられる。とりわけ、『あしたのジョー』と並んでスポ根漫画の代名詞的作品である本作は、作中に特訓という要素を組み入れる手法によって連続する対決のマンネリ化を打破し、長期に渡るストーリー展開でも持続性と緊張感を維持した。
この手法は、
「特訓」⇒「新しい技（必殺技）の完成」⇒「対決」⇒「一応の決着」⇒「次の展開」
となり、「次の展開」からまた「特訓」に戻るという勝負の循環サイクルとなっている。これによって、主人公（飛雄馬）とライバル（花形・左門）との連続する対決も、互いに特訓を繰り返すことで切磋琢磨し、緊張感の維持を可能にした。また、「次の展開」の場面で新たな強敵（オズマ）を登場させることによって、対決のステージをさらにレベルアップさせることも可能とした。
柳田理科雄が指摘しているように、普通の練習が目標に向かってレベルを上げるのと違い、本作に限らずスポーツ漫画の特訓は最初から本番以上の負荷をかけ、しかもスポーツジムや球場などだけでなく冬山や原生林、海、工場などが舞台になることが多い。
星飛雄馬が最初に雪山にこもったのは長嶋茂雄の前例に倣ったものらしい。大リーグボール1号開発の特訓は、ボクシングジム→剣道場→射撃訓練場→野球の練習場→川に浮かぶ小舟の上となり、消える魔球は終始一貫してグラウンドでの投球練習。3号は原作ではグラウンドでの投球だけだが、アニメでは一時、無断で失踪して竹やぶで投球練習している。
花形は1号打倒が自動車部品工場での特訓で、消える魔球に対する特訓は雪山だった。蜃気楼の魔球を打つためにグラウンドで3つの球のうち、黒く塗ったものを叩く特訓をしたが、これはマスコミに非公開だった。
左門が飛雄馬の速球を打つためにやった「グラウンドで投手の位置を前にずらして打撃練習」は花形にもヒントを与えた。その後、消える魔球を打つ練習は冬の九十九里浜で行った。アニメでは3号打倒のため、弟・妹の協力で花形の鉄球・鉄バット特訓に近い訓練をしている。オズマが1号を打つための「ギプス装着3連打」と、伴が2号を打つための「サッカーボール打ち」は普通のグラウンド。
星飛雄馬が1号を改良するためにやった特訓のうち、「川面に浮かぶ舟の上」、「霧の中」、「釣り糸につるして揺らした硬貨の的」は単に「悪条件」に入るもので、飛雄馬と伴はこの「悪条件」だけのために門限破りをし、日本シリーズ前半から外された。特訓の目的は「グリップヘッドを狙う」ためで、「的が小さいから制球力を磨く」のが目標である。飛雄馬はこれを事前に球団首脳に説明せず、特訓もグラウンドでしなかった。
特訓の「負荷」と「場所」の特殊さのために、星飛雄馬は勝手に行方不明となり、花形もスランプになって一度はメンバーから外れている。勝手な挫折から特訓まで、左腕時代の星飛雄馬は思慮の足りなさと勝手な判断による規則違反、勝手な失踪がついてまわる男だった。飛雄馬が「破滅と引き換えの一瞬の栄光」にこだわる余り、プロ入り3年で10代の内に引退し短命投手として終わっている。だがそれも右腕投手として復帰したときは少し是正されていた。

## 書誌情報

### 巨人の星

#### 講談社コミックス版
- 梶原一騎・川崎のぼる（原作） / 川崎のぼる（作画） 『巨人の星』 講談社〈講談社コミックス〉、全19巻
  1. 「黎明編」1968年3月6日発売[6]、ISBN 4-06-109020-8
  2. 「青雲編」1968年3月8日発売[7]、ISBN 4-06-109021-6
  3. 「熱球編」1968年5月2日発売[8]、ISBN 4-06-109025-9
  4. 「闘魂編」1968年5月6日発売[9]、ISBN 4-06-109026-7
  5. 「飛翔編」1968年7月6日発売[10]、ISBN 4-06-109032-1
  6. 「激闘編」1968年7月4日発売[11]、ISBN 4-06-109033-X
  7. 「試練偏」1968年9月20日発売[12]、ISBN 4-06-109036-4
  8. 「開眼偏」1968年9月20日発売[13]、ISBN 4-06-109037-2
  9. 「登竜編」1968年12月10日発売[14]、ISBN 4-06-109044-5
  10. 「竜虎編」1969年4月10日発売[15]、ISBN 4-06-109051-8
  11. 「栄冠編」1969年6月10日発売[16]、ISBN 4-06-109058-5
  12. 「思春編」1969年7月10日発売[17]、ISBN 4-06-109060-7
  13. 「不死鳥編」1969年10月6日発売[18]、ISBN 4-06-109073-9
  14. 「新魔球編」1970年2月4日発売[19]、ISBN 4-06-109077-1
  15. 「群像偏」1970年6月10日発売[20]、ISBN 4-06-109088-7
  16. 「決別偏」1970年9月4日発売[21]、ISBN 4-06-109095-X
  17. 「傷魂編」1971年1月18日発売[22]、ISBN 4-06-109109-3
  18. 「苦闘偏」1971年3月8日発売[23]、ISBN 4-06-109115-8
  19. 「巨星編」1971年4月7日発売[24]、ISBN 4-06-109118-2

#### 講談社漫画文庫版
- 梶原一騎（原作） / 川崎のぼる（作画） 『巨人の星』 講談社〈講談社漫画文庫〉、全11巻
  1. 1995年6月2日発売[25]、ISBN 4-06-260081-1
  2. 1995年6月2日発売[26]、ISBN 4-06-260082-X
  3. 1995年6月2日発売[27]、ISBN 4-06-260083-8
  4. 1995年6月2日発売[28]、ISBN 4-06-260084-6
  5. 1995年6月2日発売[29]、ISBN 4-06-260085-4
  6. 1995年7月4日発売[30]、ISBN 4-06-260103-6
  7. 1995年7月4日発売[31]、ISBN 4-06-260104-4
  8. 1995年7月4日発売[32]、ISBN 4-06-260105-2
  9. 1995年8月2日発売[33]、ISBN 4-06-260112-5
  10. 1995年8月2日発売[34]、ISBN 4-06-260113-3
  11. 1995年8月2日発売[35]、ISBN 4-06-260114-1

#### HGT版
- 梶原一騎（原作） / 川崎のぼる（作画） 『HGT版 巨人の星』 講談社〈KCデラックス〉、全7巻
  1. 2003年5月22日発売[36]、ISBN 4-06-334709-5
  2. 2003年6月21日発売[37]、ISBN 4-06-334710-9
  3. 2003年7月18日発売[38]、ISBN 4-06-334711-7
  4. 2003年8月21日発売[39]、ISBN 4-06-334712-5
  5. 2003年9月19日発売[40]、ISBN 4-06-334713-3
  6. 2003年10月22日発売[41]、ISBN 4-06-334714-1
  7. 2003年11月20日発売[42]、ISBN 4-06-334715-X

### 新巨人の星

#### 読売新聞社版
- 梶原一騎（原作） / 川崎のぼる（作画） 『新巨人の星』 読売新聞社、全7巻
  1. 「泥濘の章」1977年4月1日第1刷発行
  2. 「鳴動の章」1977年7月15日第1刷発行
  3. 「噴煙の章」1977年12月20日第1刷発行
  4. 「青嵐の章」1978年5月1日第1刷発行
  5. 「噴火の章」1978年9月1日第1刷発行
  6. 「不死鳥の章」1979年1月10日第1刷発行
  7. 「新魔球の章」1979年5月15日第1刷発行

#### 講談社コミックス版
- 梶原一騎（原作） / 川崎のぼる（作画） 『新巨人の星』 講談社〈講談社コミックス〉、全11巻
  1. 1978年8月18日発売[43]、ISBN 4-06-172530-0
  2. 1978年8月21日発売[44]、ISBN 4-06-172531-9
  3. 1979年3月22日発売[45]、ISBN 4-06-172532-7
  4. 1979年3月23日発売[46]、ISBN 4-06-172533-5
  5. 1979年8月23日発売[47]、ISBN 4-06-172534-3
  6. 1979年8月23日発売[48]、ISBN 4-06-172535-1
  7. 1979年12月18日発売[49]、ISBN 4-06-172536-X
  8. 1979年12月18日発売[50]、ISBN 4-06-172537-8
  9. 1980年4月17日発売[51]、ISBN 4-06-172538-6
  10. 1980年4月17日発売[52]、ISBN 4-06-172539-4
  11. 1980年8月12日発売[53]、ISBN 4-06-172682-X

#### 講談社漫画文庫版
- 梶原一騎（原作） / 川崎のぼる（作画） 『新巨人の星』 講談社〈講談社漫画文庫〉、全6巻
  1. 1995年12月5日発売[54]、ISBN 4-06-260156-7
  2. 1995年12月5日発売[55]、ISBN 4-06-260157-5
  3. 1995年12月5日発売[56]、ISBN 4-06-260158-3
  4. 1996年1月11日発売[57]、ISBN 4-06-260159-1
  5. 1996年1月11日発売[58]、ISBN 4-06-260160-5
  6. 1996年1月11日発売[59]、ISBN 4-06-260161-3

## イメージソング
アニメ化される1年前の1967年7月20日、キングレコードからLPレコード『少年マガジン マンガ大行進』（規格品番：SKK(H)-354）が発売、当時『週刊少年マガジン』に連載されている漫画のイメージソングを集めたレコードで、本作もアニメ主題歌とは異なる、次の楽曲が収録された。
1. 巨人の星

- 作詞：梶原一騎 / 作曲：いずみたく / 編曲：松岡直也 / 歌：友竹正則、ボニー・ジャックス

この楽曲は、石川進の「天才バカボン」とのカップリングでシングルカット（規格品番：BS-722）され、10万枚を売り上げた ほか、『巨人の星』DVD-BOX2の特典CDに収録されている。

## アニメ
『巨人の星』、『新・巨人の星』、『新・巨人の星II』としてTVアニメ化され、毎週土曜日の19時から19時30分までの30分番組として日本テレビ系列で全国放送された。また、2002年10月には花形満の視点でテレビアニメ『巨人の星』全182話を再構成した『巨人の星【特別篇】 猛虎 花形満』がWOWOWで放送され、2007年4月から日テレプラス&サイエンス（現・日テレプラス）で、星一徹の視点で上記3シリーズを再構成した『巨人の星【特別篇】 父 一徹』が放送された。

## 舞台
1969年7月21日から8月29日まで、芸術座で「東宝みどりの会第一回公演」として上演された。
- 脚本　岡島懃、横山美次
- 演出・朗読　長岡輝子
- 出演
  - 星一徹　中村吉右衛門（2代目）
  - 星飛雄馬　河村稔（のちの志垣太郎）　
  - 伴宙太　亀谷雅彦
  - 花形満　吉田勝美
  - 星明子　鈴木えみ子（のちの有吉ひとみ）

(『芸術座　25年のあゆみ』東宝、1984）による）
歌舞伎評論家で、当時東宝の演劇部に勤めていた渡辺保は、『私の歌舞伎遍歴』（演劇出版社、2012）で、菊田一夫の下でこの仕事にたずさわったと書いている。

## スーラジ ザ・ライジングスター
2012年12月から、インドの放送チャンネル「カラーズ」で、本作をベースにしたアニメ『スーラジ ザ・ライジングスター』 が放映された。インドで作られることになったのは、急速に経済成長を遂げ、原典及びアニメが作られた日本の高度経済成長期に近しい国内情勢となっており、本作のような「スポ根もの」が当たる可能性を見出したため、とされる。また、現地に進出している日本車や日本の家電メーカーの看板が劇中に登場するなど、日本製品のPRとしての側面もあり、スズキ自動車や日清食品などインドに進出している企業のスポンサーだけでなく、経済産業省も支援を行っている。
リメイク版は当初からインドで放送することを念頭に置いたため
- 登場人物は基本的にインド人（主人公の名前は「スーラジ」ヒンディー語で「太陽」）
- 舞台は経済成長で建設ラッシュが続くムンバイ。
- インドでは馴染みのない野球から、国民的な球技であるクリケットに変更。

など現地に合わせて設定を変更しているが、「元選手の父から、主人公が猛特訓を受ける」というストーリーラインや「裕福で才能のある美男子のライバル」「魔球」「養成ギプス」「ちゃぶ台返し」などの特徴的な要素が再現されている。
インドでの放送に先駆けて、2012年11月26日、日本のバラエティ番組『世界まる見え! テレビ特捜部』で、本作の一部映像が放送された。

## ラジオドラマ『巨人の星'95』
NHKラジオの特別番組「あざやかにスポーツシーン」内で放送された。いまだ現役の飛雄馬がオールスターでイチローと対戦する内容。古谷徹、加藤精三らが声優を務めた。「こひゅうま」と一徹が呼ぶ、飛雄馬の子供が登場するが、花形や左門は登場しない。

## パチンコ
- CR巨人の星（2002年、高尾）
- CR巨人の星2（2005年、高尾）
- CRびっくりぱちんこ巨人の星（2011年、京楽産業.）
- CR巨人の星〜情熱の炎〜（2016年、サンセイアールアンドディ）
  - 元々は清原和博とのタイアップとして企画されたものであり、当初は演出の一部で清原と桑田の実写映像を使用する予定であったが、清原が逮捕されたことで急遽仕様変更が行われた。
- CR巨人の星〜栄光の軌跡〜（2018年、サンセイアールアンドディ）
- CR巨人の星〜一球入魂3000〜(2021年、サンセイアールアンドディ)

## パチスロ
- 巨人の星（2003年、アリストクラートテクノロジーズ）
- 巨人の星II（2004年、アリストクラートテクノロジーズ）
- 巨人の星III（2005年、アリストクラートテクノロジーズ）
- 巨人の星IV 青春群像編（2008年、アリストクラートテクノロジーズ）
- 頑固一徹（2011年、アリストクラートテクノロジーズ）
- 巨人の星V 汗と涙と根性編（2011年、アリストクラートテクノロジーズ）
- 巨人の星 猛虎花形（2013年、スパイキー）
- パチスロ巨人の星 情熱編（2018年、サンセイアールアンドディ）

## モバイル
- 巨人の星 栄光の左腕（2003年、ナツメ 講談社）[67][68]
- 熱闘リバーシ！ 巨人の星 / 対戦リバーシ！ 巨人の星（2003年、スペースアウト 講談社）[69]
- 巨人の星（2011年、DeNA Mobage）[70]

パチンコ・パチスロシミュレーターアプリの配信も携帯電話端末向けになされている。

## プロモーションキャラクターとしての活用
NTT番号情報株式会社が運営するiタウンページのプロモーションキャラクター（2010年）として、星一徹を宣伝大使とした「巨人の星」の登場キャラクターを使用している。また、プロモーション用の特設サイトを用意、巨人の星の原画をもとに、星飛雄馬、花形満、左門豊作、伴宙太、星明子等、各登場キャラクターが困ったときに、一徹が「iタウンページで検索じゃ!」とiタウンページで検索することを強烈に勧めるオリジナルコミックをパソコンおよび携帯電話上で展開している（全50話）。また期間限定で同じく原画をもとにしたオリジナルテレビCMも全国で放映している。

## 備考
- 『しくじり先生 俺みたいになるな!!』（テレビ朝日）で元日本代表の陸上競技・マラソン選手である瀬古利彦がゲスト講師で登場し、小学校時代の夢はプロ野球選手であり、きっかけは「『巨人の星』の星飛雄馬に憧れて野球選手になろうと思った」と語っている。また、劇中で星一徹が「野球で上手くなりたかったら走りなさい」と言った事から「野球選手になるには走るんだ」と思い、小学校まで1.5kmあった道のりを往復3キロほぼ毎日走っていた事や中学校でも野球部に入って学校まで5キロの道のりを往復10キロ毎日走り、ある日、陸上部の顧問に頼まれて陸上大会に出場したところ、県の新記録を出して県大会2冠となり、野球より陸上の方が向いていると思い、陸上に転向したエピソードを披露している[73]。
- 東野圭吾著「一徹おやじ」（『怪笑小説』に収録）では『巨人の星』をパロディにした内容となっており、一人娘である望美（のぞみ）を主人公（語り手）に父の待望の男の子（望美の弟）が誕生し、名前を「勇馬（ゆうま）」（星飛雄馬がモデル）と名付け、息子をプロ野球選手にするのが夢である父は勇馬のために「プロ野球選手養成ギプス」を作り、試着した父が自身の身体を痛める挿話が描かれている。高校に進学した勇馬が入部した野球部に同輩としてバッテリーを組む事になる「番野」（伴宙太がモデル）が登場する。
- 『王選手とちゃぶ台返し』あまりエピソードとしては語られないが、星飛雄馬に野球の神髄を教えたのは、父一徹ではなく、早実校時代の王選手だった。「ちゃぶ台返し」という熟語の発祥（実はちゃぶ台返しそのものは作品には登場しない。それを彷彿させるワンシーンはあるが前後のシーンからいわゆるちゃぶ台返しではないとわかる）となったこの作品で、真に評価されるべくエピソードは、この王選手と飛雄馬少年の出会いである。　また飛雄馬の巨人入団直後にも、王選手が失意の飛雄馬に聞こえるように、さりげなく長嶋と自分の入団当時の思い出を語ることで、飛雄馬に教訓を与えている。

## エピソード
- エポック社のヒット商品である「野球盤」には、本作の人気にあやかって「消える魔球」機能が搭載された。ホームベース手前で羽目板が沈んでボールがボード下に潜り込む仕組みで、その後も「SFF」などに名を変えて同シリーズに使われ続けた。
- 東映が本作のテレビ作品化に動いたことがある。当時東映が所有していたプロ野球球団、東映フライヤーズ（パシフィック・リーグ所属。現：北海道日本ハムファイターズ）に因んでタイトルを「東映フライヤーズの星」に変え、東映の資本下にあったNETテレビ（現：テレビ朝日）での放映を構想していたが、先によみうりテレビに放映権を獲得されたために叶わなかった[74]。